# Erment
Erment (en francès Herment) és un municipi francès situat al departament del Puèi Domat i a la regió d'Alvèrnia-Roine-Alps. L'any 2007 tenia 280 habitants.

## Demografia

### Població
El 2007 la població de fet de Herment era de 280 persones. Hi havia 128 famílies de les quals 44 eren unipersonals (16 homes vivint sols i 28 dones vivint soles), 40 parelles sense fills, 28 parelles amb fills i 16 famílies monoparentals amb fills.
La població ha evolucionat segons el següent gràfic:
Habitants censats

### Habitatges
El 2007 hi havia 207 habitatges, 130 eren l'habitatge principal de la família, 51 eren segones residències i 26 estaven desocupats. 185 eren cases i 21 eren apartaments. Dels 130 habitatges principals, 81 estaven ocupats pels seus propietaris, 45 estaven llogats i ocupats pels llogaters i 4 estaven cedits a títol gratuït; 1 tenia una cambra, 11 en tenien dues, 19 en tenien tres, 33 en tenien quatre i 66 en tenien cinc o més. 85 habitatges disposaven pel capbaix d'una plaça de pàrquing. A 63 habitatges hi havia un automòbil i a 47 n'hi havia dos o més.

### Piràmide de població
La piràmide de població per edats i sexe el 2009 era:
| Homes | Edats   | Dones |
| ----- | ------- | ----- |
| 0     | 95 o +  | 4     |
| 0     | 90 a 94 | 0     |
| 4     | 85 a 89 | 0     |
| 8     | 80 a 84 | 0     |
| 4     | 75 a 79 | 16    |
| 12    | 70 a 74 | 8     |
| 8     | 65 a 69 | 12    |
| 20    | 60 a 64 | 8     |
| 8     | 55 a 59 | 4     |
| 16    | 50 a 54 | 20    |
| 4     | 45 a 49 | 16    |
| 12    | 40 a 44 | 12    |
| 8     | 35 a 39 | 8     |
| 12    | 30 a 34 | 12    |
| 24    | 25 a 29 | 12    |
| 0     | 20 a 24 | 20    |
| 24    | 15 a 19 | 8     |
| 24    | 10 a 14 | 4     |
| 12    | 5 a 9   | 4     |
| 12    | 0 a 4   | 4     |

## Economia
El 2007 la població en edat de treballar era de 173 persones, 128 eren actives i 45 eren inactives. De les 128 persones actives 116 estaven ocupades (62 homes i 54 dones) i 12 estaven aturades (6 homes i 6 dones). De les 45 persones inactives 8 estaven jubilades, 16 estaven estudiant i 21 estaven classificades com a «altres inactius».

### Ingressos
El 2009 a Herment hi havia 132 unitats fiscals que integraven 273 persones, la mediana anual d'ingressos fiscals per persona era de 15.357 €.

### Activitats econòmiques
Dels 23 establiments que hi havia el 2007, 1 era d'una empresa alimentària, 5 d'empreses de construcció, 8 d'empreses de comerç i reparació d'automòbils, 2 d'empreses de transport, 2 d'empreses d'hostatgeria i restauració, 1 d'una empresa financera, 1 d'una empresa de serveis, 2 d'entitats de l'administració pública i 1 d'una empresa classificada com a «altres activitats de serveis».
Dels 9 establiments de servei als particulars que hi havia el 2009, 1 era una gendarmeria, 1 oficina de correu, 1 taller de reparació d'automòbils i de material agrícola, 1 fusteria, 2 lampisteries, 2 electricistes i 1 perruqueria.
Dels 5 establiments comercials que hi havia el 2009, 1 era una botiga de menys de 120 m², 1 una fleca, 1 una carnisseria, 1 una botiga d'electrodomèstics i 1 un drogueria.
L'any 2000 a Herment hi havia 12 explotacions agrícoles.

## Equipaments sanitaris i escolars
L'únic equipament sanitari que hi havia el 2009 era una farmàcia.
El 2009 hi havia una escola elemental integrada dins d'un grup escolar amb les comunes properes formant una escola dispersa.

## Poblacions més properes
El següent diagrama mostra les poblacions més properes.